# Portomaso Business Tower
La Portomaso Business Tower (spesso indicata dalla gente del posto semplicemente come "Portomaso") è un grattacielo di Malta, che si trova a St. Julian's, nella zona di Paceville.
La torre è stata inaugurata nel 2001 ed è alta 97,5 metri e ha 23 piani tutti adibiti ad uffici. Al momento del suo completamento era l'edificio più alto di Malta e lo è rimasto fino al 2020, quando è stato superato dalla Mercury Tower, sempre a St. Julian's.